# 海恩斯维尔 (路易斯安那州)
海恩斯维尔（英語：Haynesville），是美国路易斯安那州下属的一座城市。根据2010年美国人口普查，该市有人口2,327人。建置上，属于“town”。